# Silonella brevipalpis
Silonella brevipalpis är en nattsländeart som först beskrevs av Vaillant 1954.  Silonella brevipalpis ingår i släktet Silonella och familjen grusrörsnattsländor. Inga underarter finns listade i Catalogue of Life.